# Strada statale 115 ter di Porto Empedocle
La strada statale 115 ter di Porto Empedocle (SS 115 ter), già strada statale 115 ter Sud Occidentale Sicula fino al 2016, è una strada statale italiana, diramazione della strada statale 115 Sud Occidentale Sicula per il porto di Porto Empedocle. La strada statale 115 ter acquisì la denominazione attuale in seguito alla nuova classificazione della SS 640 come "Strada degli Scrittori" (già strada statale 640 "di Porto Empedocle").

## Descrizione
La strada ha inizio a ovest di Porto Empedocle con l'innesto sulla strada statale 115 Sud Occidentale Sicula e termina dopo 650 metri. Fino al 2018 terminava, dopo un percorso di 3 km, presso il porto di Porto Empedocle da dove partono i collegamenti per le isole Pelagie.

### Tabella percorso
| di Porto Empedocle |                                                 |      |           |
| Tipo               | Indicazione                                     | ↓km↓ | Provincia |
|                    | Sud Occidentale Sicula                          | 0,0  | AG        |
|                    | Porto Empedocle Traghetti per Linosa, Lampedusa | 0,6  | AG        |